# Saint Thomas (Barbade)
Pour les articles homonymes, voir Saint-Thomas.
Saint-Thomas est l'une des onze paroisses de la Barbade.